# Sarah Mapps Douglass

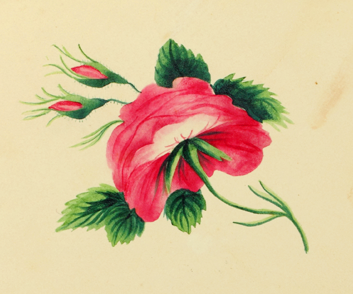
Una flor (ca. 1833) detalle del álbum de Amy Matilda Cassey por Sarah Mapps Douglass.

Sarah Mapps Douglass (Filadelfia, 9 de septiembre de 1806- Filadelfia, 8 de septiembre de 1882) fue una educadora, abolicionista, escritora y conferencista pública afroamericana. Sus imágenes pintadas en  cartas escritas pueden ser los primeros ejemplos sobrevivientes de pinturas firmadas por una mujer afroamericana. Estas pinturas están contenidas en el álbum Cassey Dickerson, una rara colección de cartas de amistad del siglo XIX entre un grupo de mujeres.

## Primeros años y familia
Sarah Douglass nació en Filadelfia, Pensilvania, en una prominente familia abolicionista, la única hija de los abolicionistas Robert Douglass, panadero, y Grace Bustill Douglass, ingeniera y maestra. El abuelo de Douglass, Cyrus Bustill, fue un cuáquero dueño de una panadería, operaba una escuela desde su casa, fue uno de los primeros miembros de la Sociedad Africana Libre, una organización benéfica afroamericana temprana. Douglass creció entre la élite de Filadelfia y según C. Peter Ripley "[ella] recibió una amplia tutoría [privada] cuando era niña".
Ella es parte de la notable familia Bustill en Filadelfia. Su hermano era el artista Robert Douglass Jr. con quien compartió espacios publicitarios en su tienda en Arch Street, donde vivía su familia. Su primo era el artista David Bustill Bowser . 

## Educación y carrera
En 1825, Douglass comenzó a enseñar en Filadelfia en una escuela organizada por su madre con James Forten, el rico velerista afroamericano. A partir de 1833, enseñó brevemente en la Free African School for Girls, antes de establecer su propia escuela para niñas afroamericanas. Pronto fue reconocida como una maestra talentosa, de ciencias y artes, en la cual ella misma se destacó, por mantener a sus estudiantes con altos estándares. En 1838, la Sociedad Femenina Antiesclavitud de Filadelfia se hizo cargo de la escuela, reteniendo a Douglass como directora. En 1854, la escuela se fusionó con el Instituto para Jóvenes de Color – ahora Cheyney State University – en Lombard Street y Douglass se convirtió en el jefa del Departamento Primario, un puesto que ocupó hasta su jubilación en 1877. 
El papel de Douglass como activista comenzó en 1831, cuando a los veinticinco años organizó la recaudación de dinero para enviar a William Lloyd Garrison para apoyar a The Liberator. Douglass también ayudó a fundar la Asociación Literaria Femenina, un grupo de mujeres afroamericanas dedicadas a mejorar sus habilidades y profundizar su identificación con hermanas esclavas.

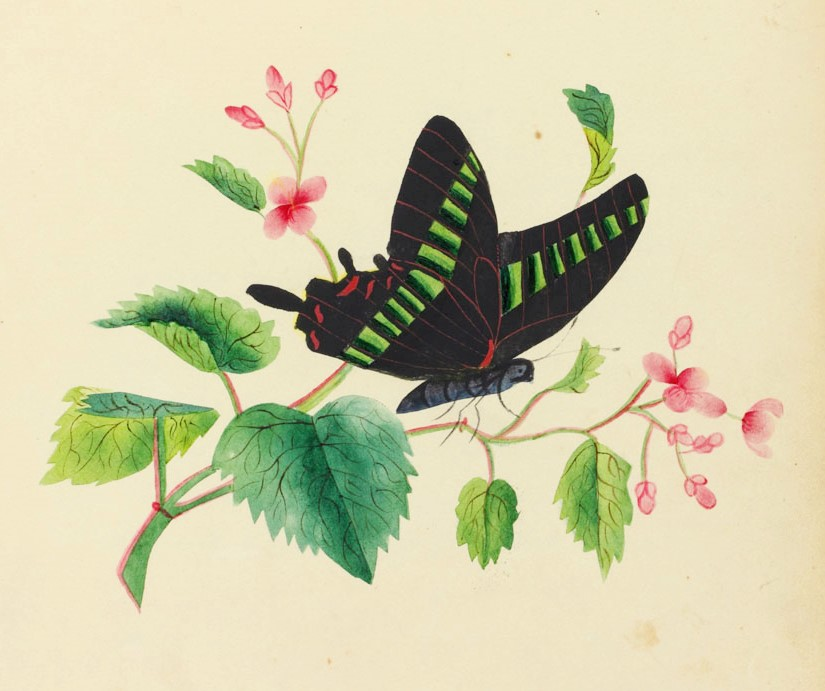
Flor (ca. 1833) detalle del álbum de Amy Matilda Cassey por Sarah Mapps Douglass.

Las sociedades literarias negras comenzaron a formarse en las ciudades urbanas del norte a fines de la década de 1820 y principios de la década de 1830. Estas sociedades recurrieron a la lectura como un método invaluable para adquirir conocimiento y a la escritura como un medio para afirmar identidad, registrar información y comunicarse con el público negro que abarcaba desde alfabetizados hasta los semianalfabetos y los analfabetos. Las sociedades se basaban en la idea de que para el bienestar y la supervivencia de la comunidad, los individuos tenían que unirse en grupos más grandes que crearían un sentido de identidad nacional y espíritu colectivo, esto extenderían el conocimiento esencial a la comunidad negra, tanto libre como esclava.
La Asociación Literaria Femenina (FLA) se formó en 1831 donde Douglass fue una de las líderes de la organización. La FLA fue la primera biblioteca social especialmente para mujeres afroamericanas. La Asociación Literaria Femenina alentó la superación personal a través de la educación tanto para los alfabetizados y analfabetos como para los libres y los esclavizados. La educación consistía en desafiar las creencias blancas en la inferioridad intelectual de afroamericanos. Douglass y las mujeres de la Asociación creían que el "cultivo de los poderes intelectuales" era la mayor búsqueda humana, porque Dios había otorgado esos poderes y talentos. Era su deber como mujeres y afroamericanos usar esos talentos para tratar de romper las divisiones existentes entre afroamericanos y blancos, y luchar por la igualdad de derechos para avanzar en su raza. 
Los miembros de la Asociación Literaria Femenina se encontraban todos los martes en reuniones dedicadas a la lectura y la recitación con el propósito de "mejorar mutuamente las actividades morales y literarias". Según su partidario William Lloyd Garrison, casi todos los miembros escribían semanalmente piezas originales, guardadas anónimamente en una caja, que un comité luego criticaba. La propia Douglass a menudo escribía prosa y poesía, gran parte de ella publicada en el "Departamento de Damas" de The Liberator, The Coloured American y la revista angloafricana bajo el seudónimo de Zillah y posiblemente también "Sophonisba".
 

En un discurso para la Asociación  en una "fiesta mental" de 1832, Douglass compartió cómo surgió el llamado al activismo con la Asociación Literaria Femenina: 
 Hace un año, ¡cuán diferentes eran mis sentimientos sobre el tema de la esclavitud! Es cierto, el llanto del cautivo a veces llegó a mi oído en medio de mi felicidad y causó que mi corazón sangrara por sus errores; ¡pero Ay! La impresión era tan evanescente como las primeras nubes y el rocío de la mañana. Había formado un pequeño mundo propio y no quería moverme más allá de sus recintos. ¡Pero cómo cambió la escena cuando sostuve al opresor al acecho en el borde de mi pacífica casa! Vi su mano de hierro estirada para agarrarme como su presa, y la causa del esclavo se convirtió en la mía. Empecé, y con un poderoso esfuerzo me arrojó el letargo que me había cubierto como un manto durante años; y decidida, con la ayuda del Todopoderoso, a utilizar cada esfuerzo en mi poder para elevar el carácter de mi raza injusta y descuidada. 
 Con su madre, fue integrante fundadora (1833) de la Sociedad Femenina Antiesclavitud de Filadelfia. La Sociedad, desde el principio, fue interracial, incluyendo miembros de ascendencia afroamericana como Douglass junto con mujeres blancas, como Lucretia Mott. El propósito de la sociedad era asegurar la abolición total de la esclavitud lo antes posible, sin compensación alguna para los dueños de esclavos, así como procurar la igualdad de derechos civiles y religiosos con los blancos de los Estados Unidos.
El 14 de diciembre de 1833, la sociedad finalizó su Constitución, que declaraba que consideraban su deber "como cristianos profesos manifestar [su] aborrecimiento de la injusticia flagrante y el pecado profundo de la esclavitud por esfuerzos unidos y vigorosos". La membresía en la sociedad estaba abierta a cualquier mujer que se suscribiera a estos puntos de vista y contribuyera a la Sociedad. 
Los miembros de la Sociedad se suscribieron a varias revistas antiesclavistas como The Liberator y The Emancipator de Garrison para circular entre los miembros y sus amigos. La Sociedad también acumuló una pequeña biblioteca de libros y folletos antiesclavistas para difundir. "Dentro de su primer año, también estableció una escuela para niños afroamericanos. La Sociedad también promovió el boicot de bienes fabricados por esclavos y presionó para que se emanciparan. Esto incluyó peticiones circulantes al Congreso para la abolición de la esclavitud en el Distrito de Columbia y otros territorios federales y para reprimir la trata de esclavos entre los estados americanos". En 1840, Douglass había servido en el grupo como miembro de la junta directiva, del comité de ferias anuales, del comité de educación, grabación, secretaria, bibliotecaria y mánager. 
Desde 1853 a 1877 Douglass estudió anatomía, salud e higiene femenina y adquirió capacitación médica básica en el Female Medical College de Pennsylvania – convirtiéndose en la primera estudiante afroamericana– y en el Ladie's Institute of Pennsylvania Medical University. El trabajo de Douglass en los institutos médicos influyó en su decisión de dar conferencias y dar clases nocturnas a mujeres afroamericanas en las reuniones del Instituto Banneker sobre cuestiones de fisiología e higiene.
En 1855 se casó con William Douglass, el rector afroamericano de la Iglesia Episcopal Africana de Santo Tomás, un viudo con nueve hijos. Después de la muerte de su esposo en 1861, Douglass reanudó sus actividades antiesclavistas y su enseñanza a tiempo completo. 
Murió en 1882 en Filadelfia.

## En la cultura popular
- Sarah Mapps Douglass aparece como un personaje principal en la obra de 2013 de Ain Gordon If She Stood, encargada por el Centro de Arte Painted Bride en Filadelfia.[22]

## Otras lecturas
- Bacon, Margaret Hope (2001). «New Light on Sarah Mapps Douglass and Her Reconciliation with Friends». Quaker History 90 (1): 28-49. doi:10.1353/qkh.2001.0011.
- Bacon, Margaret Hope (2003). Sarah Mapps Douglass, faithful attender of Quaker Meeting : view from the back bench. Philadelphia: Quaker Press of Friends General Conference.
- Brown, Ira V. (1978). «Cradle of Feminism: The Philadelphia Female Anti-Slavery Society, 1833-1840». The Pennsylvania Magazine of History and Biography 102 (2): 143-166.
- Lindhorst, Marie (1998). «Politics in a Box: Sarah Mapps Douglass and the Female Literary Association, 1831–1833». Pennsylvania History 65 (3): 263-278.
- McHenry, Elizabeth (2002). Forgotten Readers: Recovering the Lost History of African American Literacy Societies. Durham, London: Duke University Press. pp. 23. ISBN 0822329956.
- Farrington, Lisa E. (2011). Creating their own image : the history of African-American women artists (1st Oxford University Press pbk. edición). Oxford: Oxford University Press. ISBN 9780199767601.